# Dendrolagus ursinus
Espèce
Synonymes
- Dendrolagus leucogenys Matschie, 1916

Statut de conservation UICN

 VU A2cd : Vulnérable
Statut CITES
Le Dendrolague noir ou dendrolague-ours (Dendrolagus ursinus) est une espèce de marsupiaux arboricoles de la famille des Macropodidae, endémique en Indonésie. Il est menacé par la disparition de son habitat.